# Fernando Di Leo
Fernando Di Leo (San Ferdinando di Puglia, 11 gennaio 1932 – Roma, 2 dicembre 2003) è stato un regista e sceneggiatore italiano.
Autore di alcuni dei più interessanti film noir italiani degli anni settanta, è stato oggetto dopo il 2000 di una riscoperta critica, anche in seguito alle dichiarazioni di stima da parte del regista statunitense Quentin Tarantino.

## Biografia

### Le sceneggiature
Fernando Di Leo nacque a San Ferdinando di Puglia, all'epoca in provincia di Foggia (oggi in provincia di Barletta-Andria-Trani), in una famiglia di avvocati penalisti attivi sul foro partenopeo, circostanza che gli sarà poi utile quando potrà girare indisturbato sui set di Napoli in quanto "protetto" da degli ex assistiti del padre. Sua sorella è la storica Rita Di Leo. Laureato anch'egli in giurisprudenza, scelse però di non esercitare la professione per frequentare il Centro sperimentale di cinematografia di Roma e fare gavetta sui set cinematografici. In quegli anni, assieme ai compagni di corso Marco Bellocchio, Franz Weisz e Enzo Dell'Aquila, formò un gruppo di cinefili militanti attenti ai nuovi linguaggi cinematografici, come quello della Nouvelle Vague francese o del free cinema britannico.
Cominciò a collaborare con la rivista Sipario e, grazie all'amicizia con Duccio Tessari, esordì come sceneggiatore, scrivendo il trattamento per Per un pugno di dollari e Per qualche dollaro in più di Sergio Leone. In questi primi lavori non venne però accreditato e non rivendicò mai la paternità delle sceneggiature, dichiarando che «il genio viene dopo la fase di scrittura [...] A cambiare il cinema negli anni sessanta sono state due cose: il montaggio di Godard e i tempi di Leone». Nell'arco della sua carriera scrisse quarantatré film. Soltanto prima della sua affermazione come regista, gli spaghetti western e i noir da lui scritti furono più di venti, tra cui Una pistola per Ringo, Il ritorno di Ringo e Kiss Kiss... Bang Bang, diretti dall'amico Tessari, e Omicidio per appuntamento e Gangsters '70, diretti da Mino Guerrini.
L'episodio più singolare riguarda però la collaborazione con Sergio Corbucci per Django. Il regista doveva partire il giorno dopo per girare in Almería ma, non convinto della sceneggiatura, chiese a Di Leo di dare un'occhiata. Di Leo revisionò la sceneggiatura in una intera nottata e consegnò il lavoro al regista all'aeroporto, in tempo per la partenza, ma il suo nome non venne citato nei titoli di testa del film. Gli ultimi film da lui scritti però non diretti sono i poliziotteschi Uomini si nasce poliziotti si muore di Ruggero Deodato e Liberi armati pericolosi di Romolo Guerrieri.

### Le prime regie
Di Leo fece il suo debutto nella regia nel 1963, con il film a episodi Gli eroi di ieri... oggi... domani, dirigendo insieme a Enzo Dell'Aquila l'episodio Un posto in paradiso. Nel 1968 diresse il suo primo film da solo, Rose rosse per il führer. Attento osservatore della società italiana e dell'individuo, si fece conoscere definitivamente nel 1969 con Brucia ragazzo, brucia, film che creò uno scandalo per l'argomento trattato: la sessualità femminile. Lo stesso anno diresse un altro film simile, Amarsi male, che tratta anche delle problematiche giovanili di quegli anni.

### I noir

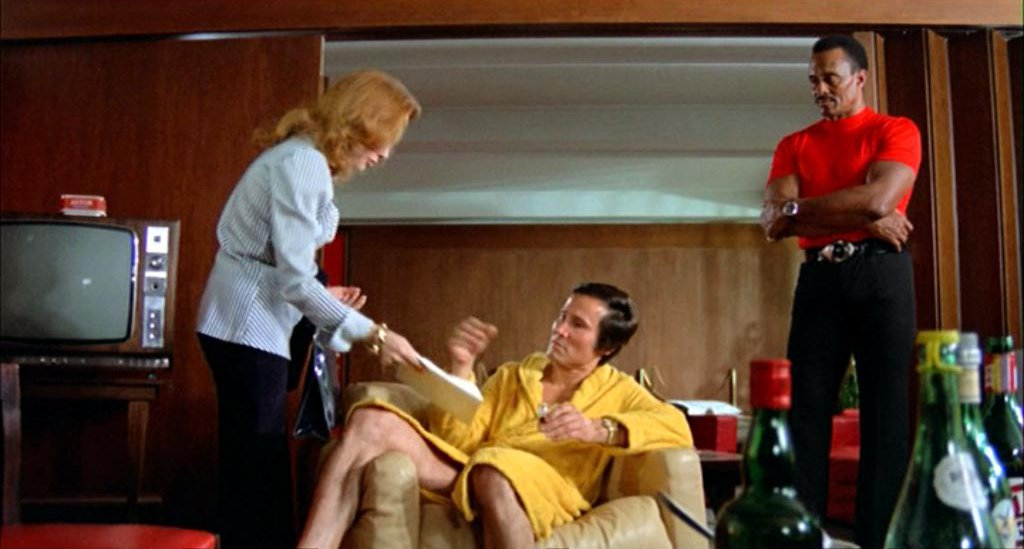
Luciana Paluzzi, Henry Silva e Woody Strode in La mala ordina (1972), la seconda parte della Trilogia del milieu.

Nel 1969 Di Leo diresse I ragazzi del massacro, primo suo film tratto dalle opere dello scrittore Giorgio Scerbanenco. Il film è considerato uno dei suoi migliori film. Nel 1971 diresse il suo unico horror, La bestia uccide a sangue freddo, protagonista Klaus Kinski, considerato un cult movie e un precursore della moda pulp negli Stati Uniti.
Dopo questa parentesi Di Leo tornò al noir con la famosa Trilogia del milieu, che iniziò con Milano calibro 9, interpretato da Gastone Moschin. Questo film influenzerà molto Quentin Tarantino. La trilogia proseguì con La mala ordina, film meno cupo di Milano calibro 9 ma forse ancora più spietato. Infine nel 1973 Di Leo diresse Il boss, ambientato a Palermo. Dei tre film questo è probabilmente il più cinico e senza speranza.
Dopo la trilogia del milieu, Di Leo diresse altri noir, ma senza arrivare alle vette raggiunte con i film precedenti. La città sconvolta: caccia spietata ai rapitori ebbe dei problemi di produzione e di sceneggiatura. Diamanti sporchi di sangue è una sorta di remake di Milano calibro 9 ambientato a Roma. Di Leo in seguito diresse anche film noir meno impegnati, come I padroni della città e Colpo in canna, ambientato nella Napoli che conosceva bene: il film vede protagonista Ursula Andress, che si comporta e lotta come un uomo.

### Il poliziottesco
Nel 1974 Di Leo diresse il suo unico poliziesco: Il poliziotto è marcio con protagonista Luc Merenda, che sin dal titolo dichiara la sua estraneità rispetto agli altri prodotti del genere, e mostra un poliziotto corrotto e cinico interpretato da Luc Merenda; per questo il film ebbe molti problemi, ed è rimasto introvabile per più di trent'anni.

### I film erotici

Lilli Carati e Gloria Guida sul set di Avere vent'anni (1978).

Di Leo ha anche diretto alcuni film erotici. Il più famoso di questi è La seduzione, con una giovane Jenny Tamburi che seduce l'amante di sua madre. Avere vent'anni interpretato da Gloria Guida e Lilli Carati, ambientato in una delle ultime comuni hippy degli anni 1970, ebbe molti problemi con la censura per l'agghiacciante e violento finale, e conobbe due versioni. Con il passare degli anni Avere vent'anni è diventato un vero e proprio cult, tanto da meritarsi documentari e monografie.

### Gli ultimi lavori
Nel 1982 Di Leo diresse alcune sequenze del "lacrima movie" Pover'ammore, che risulta diretto da Vincenzo Salviani. Prima della sua morte diresse soltanto altri tre film: Vacanze per un massacro - Madness, interpretato da Joe Dallesandro che con le musiche di Bacalov mescola tensione ed erotismo. Razza violenta è un film sulla guerra del Vietnam, mentre il suo ultimo lavoro, Killer contro killers uscì soltanto all'estero.

### La televisione e i romanzi
Di Leo diresse nel 1981 anche una serie televisiva di sei puntate per la RAI, intitolata L'assassino ha le ore contate, che però non fu mai trasmessa.
Di Leo è stato anche uno scrittore. Ha scritto infatti i romanzi noir Da lunedì a lunedì (così si doveva intitolare Milano calibro 9), e Beati gli ultimi... se i primi crepano, nel quale Di Leo rimaneggia le sue sceneggiature di Colpo in canna e Uomini si nasce poliziotti si muore, unendole in un unico romanzo. Di Leo poi ha scritto i romanzi erotici Quello che volevano sapere due ragazze perbene, Le donne preferiscono le donne, Suite a due voci e Tra donne, suo ultimo romanzo. Ha pubblicato anche una raccolta di poesie, Le intenzioni: 1950-1960, per l'editore padovano Rebellato, ripubblicato da Edizioni Sabinae nel 2017.

## Progetti incompiuti
Il regista avrebbe dovuto dirigere un film intitolato Bazooka, una sorta di Rambo italiano. Il film però non si realizzò.
Altri progetti irrealizzati sono Il pederasta, storia di un omosessuale, che risale al 1972 e che sarebbe stato il primo film ad affrontare senza tabù il tema dell'omosessualità maschile. Dopo alcune proteste il titolo fu cambiato in Uno di quelli. Il cast comprendeva Barbara Bouchet, Gianni Macchia e Margaret Lee, ma un'improvvisa malattia di quest'ultima fece slittare le riprese. Di Leo in seguito riuscì a girare una scena a Fregene, ma subito dopo la produzione si ritirò per paura delle proteste.
Un altro film mai realizzato da Di Leo fu Il dio Kurt, tratto dall'omonima opera teatrale dello scrittore Alberto Moravia. Il film, sceneggiato da Franco Arcalli, doveva narrare del mito di Edipo trasferito in un campo di concentramento nazista. Le riprese dovevano iniziare nel settembre 1973, a Trieste. Gli attori erano Henry Fonda e Charlotte Rampling, il budget era di un miliardo di lire. Ma i distributori, spaventati dal tema del film, bloccarono subito il progetto, e Di Leo non riuscì a girare neanche una scena.

## Filmografia

### Regista
- Gli eroi di ieri... oggi... domani, episodio Un posto in paradiso, co-regia di Enzo Dell'Aquila (1963)
- Rose rosse per il führer (1968)
- Brucia ragazzo, brucia (1969)
- Amarsi male (1969)
- I ragazzi del massacro (1969)
- La bestia uccide a sangue freddo (1971)
- Milano calibro 9 (1972)
- La mala ordina (1972)
- Il boss (1973)
- La seduzione (1973)
- Il poliziotto è marcio (1974)
- Colpo in canna (1975)
- La città sconvolta: caccia spietata ai rapitori (1975)
- Gli amici di Nick Hezard (1976)
- I padroni della città (1976)
- Diamanti sporchi di sangue (1978)
- Avere vent'anni (1978)
- Vacanze per un massacro - Madness (1980)
- L'assassino ha le ore contate (serie TV, inedita) (1981)
- Pover'ammore, co-regia con Vincenzo Salviani (1982)
- Razza violenta (1984)
- Killer contro killers (1985)

### Sceneggiatore
- Per un pugno di dollari, regia di Sergio Leone (1964) (non accreditato)
- Per qualche dollaro in più, regia di Sergio Leone (1965) (non accreditato)
- Una pistola per Ringo, regia di Duccio Tessari (1964) (non accreditato)
- Il ritorno di Ringo, regia di Duccio Tessari (1965)
- Sugar Colt, regia di Franco Giraldi (1966)
- Django, regia di Sergio Corbucci (1966) (non accreditato)
- Le colt cantarono la morte e fu... tempo di massacro, regia di Lucio Fulci (1966)
- I lunghi giorni della vendetta, regia di Florestano Vancini (1966)
- Navajo Joe, regia di Sergio Corbucci (1966)
- 7 pistole per i MacGregor, regia di Franco Giraldi (1966)
- Kiss Kiss... Bang Bang, regia di Duccio Tessari (1966)
- Johnny Yuma, regia di Romolo Guerrieri (1966)
- Sette donne per i MacGregor, regia di Franco Giraldi (1967)
- Pecos è qui: prega e muori, regia di Maurizio Lucidi (1967)
- Odio per odio, regia di Domenico Paolella (1967)
- Con lui cavalca la morte, regia di Giuseppe Vari (1967)
- Wanted, regia di Giorgio Ferroni (1967)
- Omicidio per appuntamento, regia di Mino Guerrini (1967)
- Un poker di pistole, regia di Giuseppe Vari (1967)
- La lunga sfida, regia di Mohamed Tazi e Nino Zanchin (1967)
- Dio li crea... Io li ammazzo!, regia di Paolo Bianchini (1968)
- Gangster '70, regia di Mino Guerrini (1968)
- E venne il tempo di uccidere, regia di Enzo Dell'Aquila (1968)
- Al di là della legge, regia di Giorgio Stegani (1968)
- Ognuno per sé, regia di Giorgio Capitani (1968)
- Uomini si nasce poliziotti si muore, regia di Ruggero Deodato (1976)
- Liberi armati pericolosi, regia di Romolo Guerrieri (1976)